# Tạ Tốn
Tạ Tốn (謝遜), hiệu Kim Mao Sư Vương (金毛狮王), là một nhân vật trong tiểu thuyết "Ỷ Thiên Đồ Long ký" của nhà văn Kim Dung.

## Tóm tắt cuộc đời
Trong bộ "Ỷ Thiên Đồ Long Ký", Tạ Tốn được mô tả là con người võ công rất cao cường, song lại nuôi trong mình một nỗi đau khủng khiếp và làm những việc làm kinh thiên động địa - tất cả những điều đó đã tạo nên một trong những nhân vật kỳ vĩ nhất trong các tác phẩm của Kim Dung. Tạ Tốn xuất hiện không nhiều nhưng bàng bạc từ đầu đến cuối truyện, liên quan tới hầu hết những biến cố quan trọng nhất của bộ truyện.

### Mối thù với sư phụ
Trước khi là một trong "Tứ đại pháp vương" của Minh giáo, ông là đệ tử của sư phụ Hỗn Nguyên Phích Lịch Thành Côn. Tình sư đồ có vẻ gắn bó, đến nỗi ông coi Thành Côn như cha của mình. Nhưng đến một hôm, lúc Tạ Tốn vắng nhà, Thành Côn giết hại cả gia đình ông. Tạ Tốn biết chuyện rất tức giận và đau khổ. Từ đó, ông một mình đi trong cõi giang hồ, ôm mối hận to lớn cùng với quyết tâm trả thù Thành Côn. Thực ra đây là một âm mưu vô cùng thâm độc của Thành Côn.
Thành Côn sau khi hành sự, đã không còn tung tích nữa. Tạ Tốn liền mạo danh y đi giết hại thật nhiều nhân vật chính yếu trong võ lâm, với hy vọng Thành Côn sẽ ra mặt để minh oan cho mình. Tuy vậy, Thành Côn không ra mặt đã đành, dần dần trong giang hồ đều biết chính Tạ Tốn chứ không phải Thành Côn đã làm những điều đó, khiến Tạ Tốn trở thành một kẻ thù của hầu hết các bang phái. Tạ Tốn càng lúc càng say máu trả thù, lún sâu vào tội lỗi. Ông còn giết cả Không Kiến thần tăng, một trong "Tứ đại thần tăng" đương thời của chùa Thiếu Lâm và là sư phụ của Thành Côn khi y trốn đến Thiếu Lâm tự. Thành Côn đã lừa Không Kiến thần tăng giúp hắn điều đình với Tạ Tốn, sau đó Tạ Tốn đã dùng Thất Thương quyền đánh Không Kiến thần tăng và không may đã đánh chết ông ấy. Sau việc này Tạ Tốn đã rất ân hận.

### Đoạt đao Đồ Long giữa quần hùng
Lúc ấy, thiên hạ đang đồn nhau về một thanh đao tên "Đồ Long", ai có được nó sẽ thành người đệ nhất. Tạ Tốn vì muốn làm nhiều chuyện động trời, cũng tham gia vào cuộc tranh giành ấy. Trong một đêm mà Thiên ưng giáo, một giáo phái hưng thịnh lúc bấy giờ, tổ chức hội Dương Đao Lập Uy để khoe thanh đao Đồ Long họ vừa chiếm đoạt được trên Vương Bàn sơn, thì Tạ Tốn thình lình xuất hiện. Giữa đông người, ông đoạt đao Đồ Long và nảy ra ý định giết chết tất cả để bịt đầu mối. Ông sử dụng tuyệt kỹ "Sư tử hống" của mình để làm điên khùng hết thảy, chỉ trừ có hai người là Ân Tố Tố và Trương Thúy Sơn, họ an toàn do đã thắng Tạ Tốn trong 1 cuộc tỷ thí, Thúy Sơn lấy bút pháp lồng vào kiếm pháp, một tuyệt kỹ do sư phụ Trương Tam Phong truyền thụ mà viết 24 chữ thành bài thơ về Đồ Long đao vào vách núi, Tạ Tốn chịu thua vì không viết được như thế.

### Lênh đênh biển cả
Theo giao ước, Tạ Tốn phải dắt Trương Thúy Sơn và Ân Tố Tố rời đảo. Trên thuyền, ông tìm cách giết hại những người này nhưng không được. Rồi sóng gió đẩy con thuyền trôi dạt ra tận ngoài Bắc cực. Trong lúc giành giật sự sống giữa vùng băng giá, Ân Tố Tố đâm mù mắt Tạ Tốn, khiến ông trở nên điên dại. Lúc điên khùng này, mối oán hận và câu chuyện đau đớn của Tạ Tốn được phơi bày, khiến cho Trương và Ân cảm động.
Sau một thời gian lênh đênh trên biển, con thuyền trôi vào một đảo ngoài Bắc cực, vừa có băng tuyết vừa có núi lửa, mà họ đặt tên là "Băng Hoả đảo". Lúc ấy, do hoàn cảnh đui mù không thể tự kiếm ăn, Tạ Tốn dần phụ thuộc vào vợ chồng Trương Thúy Sơn. Họ nảy sinh một mối thông cảm và kết giao huynh đệ. Ân Tố Tố sinh con, nhờ Tạ Tốn đặt tên, ông đặt cho đứa con đó là "Trương Vô Kỵ". Ông trở thành cha nuôi và là vị sư phụ đầu tiên của Vô Kỵ, tình cảm rất khăng khít.

### Một mình trên hải đảo
Đến khi Vô Kỵ lớn lên, vợ chồng Trương Thúy Sơn có ý định về Trung thổ, song Tạ Tốn nhất quyết không chịu đi theo. Mặc mọi sự năn nỉ, ông quyết ở lại một mình trên hoang đảo. Trong những ngày tháng hiu quạnh này, ông chú tâm nghiên cứu những dòng chữ khắc trên đao Đồ Long, nhưng vẫn không sao giải thích được ý nghĩa của câu sấm liên quan đến bí mật của bảo vật này (Võ lâm chí tôn, Bảo đao đồ long, Hiệu lệnh thiên hạ, Mạc cảm bất tòng), nên cho rằng những điều thiên hạ đồn đại bấy lâu chỉ là lầm tưởng.

### Trở về Trung thổ, quy y cửa Phật
Sau này, khi Thúy Sơn, Tố Tố đã chết, Vô Kỵ đã thành thanh niên và trở thành giáo chủ đời thứ 34 của Minh Giáo Trung Thổ, thì Tạ Tốn đột ngột trở về cùng với thanh đao Đồ Long. Nghĩa phụ, nghĩa tử trùng phùng trên một hải đảo, Linh Xà đảo. Ông vẫn mù loà, và được Vô Kỵ cứu thoát khỏi một tình huống hung hiểm. Rời đảo, ông lại thêm một vài cuộc phiêu lưu nữa với Vô Kỵ trên biển cả. Lúc này ông là chứng nhân cho một tội lỗi của Chu Chỉ Nhược, mà sau này trở thành người hoá giải mối nghi ngờ của Vô Kỵ cho Triệu Mẫn.
Cuối cùng Tạ Tốn cũng về Trung thổ. Do mù loà, ông bị những kẻ thù xưa lập mưu bắt lại và nhốt vào trong một mật thất ở chùa Thiếu Lâm. Trương Vô Kỵ phải vượt qua rất nhiều gian khổ để giải cứu cho ông.
Ở trong những chương cuối, Tạ Tốn được Vô Kỵ và Chu Chỉ Nhược giải thoát. Trong đám quần hùng, ông phát hiện ra kẻ thù xưa là Thành Côn, nay đã thành hoà thượng Viên Chân. Hai người đánh nhau một trận long trời lở đất, nửa chừng Thành Côn bị Tạ Tốn đâm mù mắt, trước mặt chỉ còn con đường chết. Song giữa phút giây đó, Tạ Tốn bỗng nhớ lại những tháng ngày chìm nổi của mình, thấy việc oán thù trên đời này thật là vô nghĩa, nếu giết Thành Côn cũng chẳng đủ để xoá hết những nỗi đau kia, thế là ông tha thứ cho Thành Côn. Nghĩ lại những việc ác của mình, lòng ông tràn đầy hối hận, tự phế võ công, xuôi tay chịu để người khác trả thù để chuộc tội với thiên hạ song Độ Ách đại sư, một thiền sư đắc đạo đã cảm hóa và thu nhận ông làm đồ đệ.
Từ đó, Tạ Tốn quy y cửa Phật, chấm dứt một quãng đời đầy những cơn cuồng nộ mà không có lối thoát.

## Tạ Tốn chửi Trời
Trong thời kỳ Tạ Tốn điên loạn trên biển khơi, ông đã nói ra hết cái phẫn uất to lớn mà bao năm phải kìm nén trong người. Ở đoạn này, Kim Dung đã dùng bút pháp ấn tượng, nhưng cũng hoạt kê, để thể hiện tính khí ngang tàng, và cũng thể hiện mối thù sâu xa của Tạ Tốn đối với cuộc đời, nơi đã dành cho ông những bi kịch nhân sinh quá lớn:
"Chỉ nghe Tạ Tốn luôn mồm chửi bới, từ Trời đổ xuống, kế đến Tây Phương Phật tổ, Đông Hải Quan Âm, Ngọc hoàng trên trời, Diêm vương dưới đất. Sau đó y lại chửi đến Tam Hoàng, Ngũ Đế, Nghiêu Thuấn Vũ Thang, Tần hoàng, Đường Tông, văn thì cả Khổng Mạnh, võ thì đến Quan Nhạc bất kể thánh hiền anh hùng nào cũng đều bị y chửi không còn sót một ai. Tạ Tốn là một người tương đối có học, cho nên khi y chửi bới, Trương Thúy Sơn nghe cũng có chiều văn vẻ..."
"Đột nhiên, Tạ Tốn chửi tới các nhân vật võ lâm, bắt đầu từ Hoa Đà sáng tạo Ngũ Cầm Hí, tới Đạt Ma tổ sư của phái Thiếu Lâm, Nhạc Võ Mục thần quyền tán thủ, đều bị y coi không ra gì. Có điều không phải y chỉ chửi suông, mà mỗi nhà mỗi phái y đều vạch những khuyết điểm, chỗ nào sai sót, đâu ra đấy. Y đi từ đời Đường xuống đời Tống rồi chửi tới những người đời cuối Nam Tống như Đông Tà, Tây Độc, Nam Đế, Bắc Cái, Trung Thần Thông, rồi tới Quách Tĩnh, Dương Quá, rồi sau cùng tới tổ sư phái Võ Đang Trương Tam Phong..."
Đối với ông Trời, niềm tin tối thiểu của bất kỳ ai trong những lúc cùng quẫn nhất, thì Tạ Tốn, người đã trải qua quá nhiều những điều do mệnh trời mang đến, đã không chút tin tưởng, nên cũng không còn nể nang. Ông gọi trời là "Lão tặc thiên" (lão giặc trời), thậm chí, khi nghe Thúy Sơn nói về sự phụ thuộc mệnh trời của họ, ông mắng:
"Cái gì mà ông trời, đồ chó trời, đồ giặc trời, đồ ăn cướp trời thì có. " 
Những đoạn văn như vậy, nói lên được nỗi đời của Tạ Tốn, cũng làm người ta suy ngẫm về thân phận nhỏ bé, yếu đuối của con người giữa cuộc đời quá bạt ngàn, lớn rộng.

## Trên màn ảnh, sân khấu
Tác phẩm Ỷ Thiên Đồ Long Ký đã được chuyển thể thành phim nhiều lần, các diễn viên từng đóng vai Tạ Tốn thành công là:Từ Cẩm Giang (2003), Tăng Giang (1986), Diêm Hoài Lễ (1984), Lạc Ứng Quân (2000). Phim về cuộc đời Tạ Tốn có "Truyền thuyết chúa lân vàng", Hồng Kông sản xuất năm 1994, trong phim này vai Tạ Tốn do Doãn Dương Minh diễn.
Trên sân khấu Cải Lương ở Việt Nam, câu chuyện về Tạ Tốn được dựng thành nhiều vở có giá trị. Vai Tạ Tốn là một vai khó diễn, nhiều trường đoạn tâm lý, do đó người thể hiện thành công thường được đánh giá rất cao. Thành công nhất có thể kể đến NSƯT Thanh Sang (với vai này ông đã đoạt huy chương vàng giải Thanh Tâm năm 1964) , ngoài ra, Kim Tử Long, Minh Đức cũng diễn khá đạt vai này.
- Hắc Tử trong vai Tạ Tốn phim Tân Ỷ Thiên Đồ Long Ký 2019 do Tưởng Gia Tuấn sản xuất.

## Nhận định về nhân vật
Tạ Tốn là một trong những nhân vật rất quan trọng của bộ Ỷ Thiên Đồ Long ký. Có thể nhận thấy rằng tất cả các xung đột lớn trong truyện đều xoay quanh ông, tuy ông xuất hiện không nhiều. Những nhà phân tích sau khi xem bộ truyện này, thường coi Tạ Tốn như là nhân vật chính yếu, cùng với Trương Vô Kỵ.
Nhà văn Bửu Ý của Việt Nam, trong "Tác giả thế kỷ 20", phần nói về Kim Dung tựu trung xoay quanh Tạ Tốn, gọi mối thù do Thành Côn gây ra là "ngọn Thất Thương quyền tinh thần mà hoàn cảnh bắt Tạ Tốn phải chịu đựng". Ông nhận xét:
"Đời Tạ Tốn không có bế tắc nào. Mọi ranh giới bị xô ngã. Người gần gũi với thần linh. Trong con người Tạ Tốn có cơn thịnh nộ của Zeus, có hồi nhập định của Thích Ca"
Trong cuốn "Văn hoá võ hiệp" của Ôn Tử Kiến (Trung Quốc), tác giả có mấy lời cảm thông với Tạ Tốn. Theo ông, cái "cuồng" của Kim Mao Sư Vương khác với cái "cuồng" của Dương Quá, nó "có ý vị bi kịch nhân sinh nồng đậm", và cuối cùng:
"Cái "cuồng" của Tạ Tốn đã không còn là một đặc trưng tính cách mà đã thăng hoa thành sự phản kháng đối với số phận. Cho nên, dù Tạ Tốn hung dữ độc ác nhưng vẫn có thể được sự cảm thông và khâm phục của độc giả."
Còn Bành Hoa và Triệu Kính Lập, trong "Kim Dung, cuộc đời và tác phẩm" thì cho rằng Tạ Tốn là nhân vật chính của bộ truyện, cùng với Trương Vô Kỵ, là "hai nhân vật phức tạp".